# 狂った血の女
『狂った血の女』（くるったちのおんな、イタリア語: Sanguepazzo、英語: Wild Blood）は2008年のイタリア・フランスのドラマ映画。監督はマルコ・トゥリオ・ジョルダーナ、出演はモニカ・ベルッチとルカ・ジンガレッティなど。ムッソリーニ政権下のイタリアを舞台に、実在の女優ルイザ・フェリーダと俳優オズワルド・ヴァレンティの自堕落な関係とその末路を映画化した作品である。
日本では劇場未公開だが、DVDが2011年10月14日に発売された他、WOWOWでは2012年2月10日に『女優ルイザ 快楽の女』のタイトルで放送された。

## ストーリー
1936年夏、ファシスト党による一党独裁政権下にあったイタリアで、人気俳優だがセックスとコカインに溺れた自堕落な生活を送っているオズワルド・ヴァレンティは新人女優ルイザと出会い、2人は深い仲となる。一方、ルイザは上流階級出身で紳士的な新進監督ゴルフィエロ・ゴフレディに見出され、ルイザ・フェリーダとして人気女優となる。ルイザはゴルフィエロに惹かれつつも、オズワルドとの関係を続け、事実上の妻となる。
第二次世界大戦が始まり、ローマでの映画製作が難しくなる中、オズワルドは誘われるままに精鋭部隊デチマ・マス師団の中尉となる。しかし、戦争で劣勢となり、ファシストらの降伏が時間の問題となると、1945年4月20日（イタリア解放の5日前）、ミラノでオズワルドはルイザと共にパルチザンに投降する。ファシスト党の広告塔となり、殺人や拷問に加担した疑いのあるオズワルドとルイザに対し、パルチザンは処刑を命じるが、パルチザンに加わっていたゴルフィエロはルイザを救うために2人に裁判を受けさせようと、命令に背いて2人を連行する。
ところが結局、2人はろくな裁判を受けられないまま、4月30日未明、逃がしてやるとの部隊長ベロの言葉に従って街中に出たところをベロの命令により射殺され、遺体は路上に放置される。遺体の脇には看板が立てられ、そこには2人が処刑されたことが記されていた。

## キャスト
- ルイザ・フェリーダ（イタリア語版）: モニカ・ベルッチ - 新人女優。
- オズワルド・ヴァレンティ（イタリア語版）: ルカ・ジンガレッティ - 人気男優。
- ゴルフィエロ・ゴフレディ: アレッシオ・ボーニ - 反ファシズムの映画監督
- ベロ・マロジン（イタリア語版）: マウリツィオ・ドナドーニ（イタリア語版） - ルイザとオズワルドを処刑したパルチザン（イタリア語版）。

## 製作
映画監督ゴルフィエロ・ゴフレディはルキノ・ヴィスコンティをモチーフにした架空の人物である。

## 受賞歴
第64回ナストロ・ダルジェント賞で美術賞と衣裳賞の2部門にノミネートされ、衣裳賞を受賞している。